# Синенко Світлана Іванівна
Синенко Світлана Іванівна — український політик, педагог, науковець.

## Біографія
Народилась 09.01.1964 у селі Бориси, Глобинського району, Полтавської області. Українка.
Освіта:
- Центральноукраїнський державний педагогічний університет імені Володимира Винниченка, історичний факультет (1982—1986), учитель історії та суспільствознавства;
- Національний юридичний університет імені Ярослава Мудрого,
- Центральний інститут післядипломної педагогічної освіти, магістр з управління навчальним закладом;
- Канд. дис. «Розвиток післядипломної педагогічної освіти в країнах Західної Європи (Англія, Франція, Німеччина)»[2].

Народний депутат України 3-го скликання від КПУ, № 50 у списку. На час виборів: електромонтер Велико-Кохнівського району електромереж Державної енергопостачальної компанії «Полтаваобленерго» (Полтавська область, місто Кременчук). Член фракції КПУ (05.1998-02.2000), член групи «Трудова Україна» (з 02.2000); секретар Комітету з питань охорони здоров'я, материнства та дитинства (з 07.1998); секретар Постійної делегації ВР України в Міжпарламентській асамблеї СНД, член комісії МПА СНД з питань освіти, науки та культури (з 05.1999).
- 1994—1998 — електромонтер з ескізіювання повітряних і кабельних електромереж, Велико-Кохнівський р-н електромереж[5], Держ. акціонерна енергопостачальна компанія «Полтаваобленерго».
- 1998—2002 рр. — Народний депутат України (Третє скликання), Секретар Комітету Верховної Ради України з питань охорони здоров'я, материнства та дитинства.[6]
- 2002—2015 — педагогічна та громадська діяльність, співзасновник і член Президії Міжнародного трибуналу геноциду слов'ян, член Політради Партії «Справедливість».
- З 2014 р. — доцент кафедри державного управління та менеджменту освіти[7], помічник ректора Державного вищого навчального закладу «Університет менеджменту освіти» НАПН України. Автор наукових статей з проблем післядипломної освіти.

Сім'я. Син Володимир, 1989 р/н.
Захоплення: класична література, політика, автомобілі, музика 80-х, кулінарія, needlework[що це?].